# Касьянов, Александр Михайлович
Александр Михайлович Касьянов (23 февраля 1906, Харьков — 23 сентября 1961, Харьков, по другим сведеньям Киев) — советский архитектор, градостроитель. Главный архитектор Харькова (1943 — 50), член-корреспондент Академии архитектуры УССР.

## Биография
В 1930 году окончил Харьковский художественный институт.
Член КПСС с 1940.
Принимал участие в создании генеральных планов городов УССР. Проектировал ряд ансамблей (таких как центральная площадь в Новой Каховке).
В 1930—1950 гг. преподавал в Харьковском инженерно-строительном институте, а также в Харьковском институте инженеров коммунального строительства.
Похоронен на Байковом кладбище в Киеве.

## Вклад в архитектуру
- Стеклянная струя (другое название — Зеркальная струя), в сквере Победы, архитекторы А. М. Касьянов, В. И. Корж и А. С. Маяк, 1947. (Харьков).
- Сквер Победы (Харьков) в Харькове.

## Публикации
- Касьянов А. М. Реконструкция центра Харькова // Архитектура СССР. 1934. № 2. С. 52-53.
- Касьянов А. М. Харьков / Под общ. ред В. Веснина, Д. Аркина, И. Леонидова. — М.: Изд-во Акад. архитектуры СССР, 1949. — 48 с. — (Архитектура городов СССР).
- А. Касьянов. Харьков. Архитектура и планировка // Харьков. Справочная книга / Ладный Ю. (тех. редактор). — Харьков: Харьковское газетно-журнальное издательство, 1953. — С. 101-127. — 296 с. — 5 000 экз.
- Касьянов А. М. Харьков: Архитектурно-исторический очерк / Акад. архитектуры Укр. ССР. — Киев: Изд-во Акад. архитектуры УССР, 1955. — 68, [40] с. — (Города Советской Украины). Архивировано 23 апреля 2018 года.